# Винятки для королів (Дискавері)
Винятки для королів — це третій епізод американського телевізійного серіалу «Зоряний шлях: Дискавері», який відбувається приблизно за десять років до подій оригінального серіалу «Зоряний шлях» та показує війну між Федерацією й клінгонами. Епізод був написаний шоураннерами Гретхен Дж. Берг та Аароном Гарбертсом й Крейгом Свіні з оповіді співавторів серії Браяна Фуллера, Берга та Гарбертса. Режисував Аківа Голдсман.

## Зміст
Через півроку після початку війни Бернем перевозять шатлом з іншими ув'язненими в іншу в'язницю. Через позаштатну ситуацію — шатл атакований організмами, що харчуються електрикою — пілотесу зі страхувального канату викидає у відкритий космос. Тюремний шатл рятує дослідницький корабель «Дискавері».
Ув'язнені у їдальні намагаються збити Бернем, вона дає відкоша, після того командорка Лендрі цілячись в ув'язнену наказує їй слідувати до капітана. В капітанській рубці Бернем бачить Сару. Капітан Габріель Лорка наказує Бернем допомогти екіпажу з науковим завданням. Бернем відмовляється — вона просто хоче відбути покарання. Однак капітан повідомляє — команді дуже потрібна кожна пара вмілих рук. Майкл має сусідку по кімнаті — кадетку Сільвію Тіллі. Починається «чорна тривога»; щось дивне відбувається з рідиною на столі.
Наступного ранку Сару відводить Бернем до місця її праці — в інженерній команді. Стамец дає Бернем випробувальне завдання — зібрати уламки коду. Бернем чує, як лейтенант Пол Стамец — астроміколог і начальник дослідницької групи — обговорює майбутній експеримент з колегою на іншому кораблі. Бернем підробляє подих Тіллі і проходить в приміщення, де бачить дивні рослини, покриті якимись світними спорами.
Лорка дізнається і інформує всіх про інцидент з «Гленном» — кораблем-близнюком «Дискавері», вся команда якого загинула. Лейтенант Стамец веде команду на борт «Гленна», в ній опиняється і Бернем. Сару надає Майкл вельми похвальну рекомендацію. Майкл слухає терміни Стамеца та розуміє, що справа йде про перетин фізики — яка стає біологією — йдеться й про панспермію. Команда виявляє — тіла всіх членів екіпажу деформовані. В коридорі щось рвучко пробігає. Вони знаходять тіла клінгонів, розірваних на шматки якоюсь істотою, що зовні нагадує гігантську тихоходку. Кадетка виявляє живого клінгона — але на нього нападає істота. Істота нападає на команду, вбиваючи одного з них. Команді вдається забрати деяке обладнання.
Бернем відволікає увагу істоти, роздратувавши її. Майкл відривається від наздоганяючої її істоти тунелем Джефріса і для заспокоєння декламує «Алісу в країні чудес». Бернем встигає застрибнути в шатл.
По поверненні Лорка запрошує її в свій екіпаж, незважаючи на довічний термін — це йому рекомендував зробити командор Сару. Бернем підозрює — вона тут не випадково — бо справа стосується біологічної зброї, забороненої й Женевським протоколом 1925 року. Екіпаж розробляє новий метод міжзоряного переміщення за допомогою спор гриба Прототакситіс стеллеваторі. Капітан демонструє Бернем можливість миттєвого переміщення з допомогою спор. Імовірно катастрофа на «Гленні» якимось чином пов'язана з черговим тестом нового двигуна.
Лорка пояснює — він забрав Бернем, бо вона правильно зрозуміла як перемогти клінгонів. А він бажає виграти цю війну. Тому капітан робить Бернем виняток для королів.
Шатл до тюремної колонії рушає від «Дискавері». У Сару задіюються органи, чутливі до небезпеки. Бернем лишилася на дослідницькому кораблі. Бернем дає однокімнатниці почитати твір Льюїса Керролла. Капітан таємно телепортує істоту з «Гленна» на борт, перш ніж наказати знищити порожній корабель.
Іноді ти знайшлася, коли загубилася

## Виробництво
Сюжет для епізоду написали Берг, Гарбертс і Крейг Свіні, за мотивами оповідання Фуллера, Берга та Гарбертса. Письменники структурували сезон таким чином, щоб перші 2 епізоди сприймалися як пролог, причому третій епізод починав дійсну історію серіалу і вважався більш еквівалентним традиційній пілотній серії, ніж перші 2 серії. Актор Джейсон Айзекс зазначив, що серія традиційно не зможе використовувати цю побудову, але з «Дискавері» зможуть це зробити завдяки потоковому формату через «CBS All Access». Гарбертс описав епізод як одну з «таємниць і таємностей» що представляє версію «Зоряного флоту», який знаходиться у стані війни. Епізод також повторно представляє головну героїню Майкл Бернем, яка змирилася з її долею — як ув'язнена на все життя після заколоту в пролозі. Історія починається через шість місяців після прологу, схожа на продовження фільмів, які теж починаються з важливих подій, що відбулися в попередніх періодах, такі як «Термінатор 2: Судний день».
Автори сюжету були зацікавлені в дослідженні Бернем як вихованки Аманди Грейсон і Сарека, вивченні того, як людська Грейсон хотіла би протиставити Бернем деяким «логічним» вченням Вулкана, і подібним чином намагалися розширити погляди її сина Спока — навчаючи його, що «логіка не все диктує». Це призвело до введення в сюжет книги Льюїса Керролла «Пригоди Аліси в країні чудес» як твору, який Грейсон читала їм у дитинстві, і яку Бернем носить із собою як талісман, щоб «зосереджуватись». Книга також тематично пов'язана з серіалом із використанням грибів — при'язуючи до наукових дослідженнь серії грибів та спор. Зацікавлення Грейсон до творів Керролла та осмислення Споком пригод Аліси в країні чудес раніше були показані в епізоді «Зоряний шлях: Анімаційний серіал» «Одного разу на планеті».
Сценаристи також мали довести необхідність присутності кадета Сільвії Тіллі, чий оптимістичний світогляд суперечить решті членів екіпажу «Дискавері» та загальній тональності серії — тим, що вона показала себе з кращої сторони під час першої появи персонажа. Це коли Тіллі помічає і кличе клінгона на покинутому зоряному кораблі «Гленн», демонструючи, що її персонаж настільки ж здібний, як і інші персонажі. Жахливе створіння, представлене на «Гленні», було описано Гарбертсом як «життєво важливе» для серіалу, він заявив, що істота знову з'явиться в наступних епізодах, та що воно послужить метафорою для Бернем та подорожі її персонажа в серіалі.

## Сприйняття
Станом на грудень 2020 року вебсайт агрегатора оглядів «Rotten Tomatoes» повідомляє про 92 % рейтинг схвалення на основі 25 відгуків. Критичний огляд вебсайту звучить так: «„Винятки для королів“ — це успішне м'яке перезавантаження — з його кораблем-близнюком і новим капітаном, що налаштовує серію на новий, більш впевнений курс».
Джеймс Гант з «Den of Geek» написав: «Якщо це якість середнього епізоду, то я надзвичайно задоволений тим, як виходить цей серіал». Він підкреслив представлення «Дискавері» та його відмінність від попередніх зоряних кораблів, а також «тонкощі» Айзека у зображенні Лорки. Він критикував частину діалогу та його використання викладу, але закінчив тим, що «мені найбільше подобається цей серіал, це те, що він не забув додавати в історію моменти цікавості, дива та філософії — і це робить цього досить, як „Зоряний шлях“, щоб я міг впоратися з будь-якими іншими перемінами». Меган Девіс з «Digital Spy» назвала епізод «пілотним Зоряним шляхом». Вона відзначила розширений склад, покликаний підтримати головну роль Мартін-Грін, зокрема нові постаті Сару та Стамеца". Девіс також зазначила, що «серія надає задоволення від її жанру. Тут „Зоряний шлях“ грає із імовірними таємницями та ніде не потрясає більше, ніж коли присвячує глядачів чистому, захоплюючому жаху, як під час посадки на корабель „USS Гленн“»..
В огляді для «IGN» Скотт Коллура оцінив епізод «чудовими» 8,4 з 10 балів, вважаючи, що чекати на повернення «Дискавері» та його екіпажу було того варте. Коллурі сподобався Лорка, Тіллі він назвав повною веселощів, а Сару — «родзинкою шоу». Алан Сепінволл, пишучи для «Uproxx», зазначив, що — на його думку — перехід від прологу до епізоду був «жахливим, і порушується питання, чому для цього потрібно було присвятити два епізоди». Однак оглядач позитивно оцінив більшу увагу до персонажів Зоряного флоту, включаючи «тиху, підозрілу версію» Бернем, а також популярний виклад науки. Сепінволл зробив висновок: «Я не був впевнений, що хочу витратити багато часу на перегляд серіалу „Дискавері“ у перші дві години, незважаючи на те, що сподобалось кілька виступів та багато варіантів розвитку. Рднак, здається, зараз я набагато більше захоплююсь серіалом». Зак Гендлен з «The A.V. Club» оцінив епізод на «A-», назвавши перехід від прологу дезорієнтуючим, але відчуваючи, що інша природа від «Дискавері» і його екіпажу була встановлена. Гендлен особливо відзначив сцену, де Бернем цитує «Пригоди Аліси в країні чудес», вважаючи це «абсолютно несподіваним, і це добре зачепило мене».
Оглядач «Нью-Йорк таймс» Сопан Деб вважав події в епізоді нерозгорнутими і похмурими, і вважав, що багато хто з персонажів, особливо Бернем, не зробили всю акторську роботу. Деб також зазначив: «Як би там не було, це не нудно. У ньому є екшн і сильний кастинг», зокрема виділяючи Айзека в ролі Лорки та Голдсмана у сценах жахів.
У 2020 році «Screen Rant» зазначив, що епізод мав рейтинг 7,7 на IMDB на основі рейтингу користувачів, ставлячи його як десятий найкращий епізод «Зоряного шляху: Дискавері», включаючи перший і другий сезон.

## Знімались
- Сонеква Мартін-Грін — Майкл Бернем
- Даг Джонс — Сару
- Шазад Латіф — Еш Тайлер
- Ентоні Репп — Пол Стамец
- Мері Вайзман — Сільвія Тіллі
- Джейсон Айзекс — капітан Габріель Лорка
- Рекха Шарма — командор Лендрі
- Емілі Коутс — Кейла Детмер
- Грейс Лінн Кунг — Психо
- Сара Мітіч — Ейріам
- Ойін Оладейо — Джоан Овосекун
- Конрад Пла — Стоун
- Ронні Роу — пілот шатла
- Еліас Туфексіс — Колд
- Тасія Валенза — голос комп'ютера «Шеньчжоу»